# Morten Rasmussen
Pour les articles homonymes, voir Rasmussen.
Morten Nicolas Rasmussen, né le 31 janvier 1985 à Copenhague, est un footballeur professionnel danois qui joue au poste d'attaquant.

## Biographie
Il utilise le surnom de "Duncan Rasputin" quand il joue pour son pays, "Duncan" faisant référence à Duncan Ferguson ancien attaquant écossais d'Everton FC, de Newcastle United et des Glasgow Rangers dans les années 1990 et au début des années 2000.
Rasmussen a marqué 37 buts en 60 matchs pour les différentes équipes de jeunes du Danemark et a été nommé joueur danois de l'année 2003 des joueurs de -19 ans. Il compte cinq sélections pour l'équipe nationale du Danemark.
Attention, il ne faut pas le confondre avec son homonyme Morten "Molle"  Rasmussen né la même année (le 26 mars 1985) qui lui joue au poste de défenseur à l'AC Horsens et qui a également porté les couleurs de Brøndby IF.

## Palmarès

### En club
- Brøndby IF
  - Vainqueur de la Coupe du Danemark : 2008
  - Vainqueur de la Royal League Scandinave : 2007

- FC Midtjylland
  - Champion du Danemark : 2015

### En sélection
Néant